# Excelsior (Zeitung)

Excelsior Nr. 1

Excelsior war eine französische illustrierte Tageszeitung, die vom 16. November 1910 bis zum 11. Juni 1940 regelmäßig erschien.

## Geschichte
Excelsior (lateinisch, „der sehr Erhabene, Ausgezeichnete“) wurde am 16. November 1910 von Pierre Lafitte gegründet, einem ehemaligen Journalisten von L’Écho de Paris und Mitarbeiter von Sportzeitschriften, der zum jungen Pressechef wurde. Innerhalb weniger Jahre hatte Lafitte mit den Zeitschriften La Vie au grand air (1897), Femina (1901), Album-Musica (1902), Je sais tout (die u. a. die Abenteuer von Arsène Lupin veröffentlichte, 1905) und Fermes et châteaux (1906) einen richtigen Pressekonzern aufbauen können. Lafitte profitierte von erheblichen Finanzmitteln von Basil Zaharoff, einem bekannten Waffenhändler.
Mit dem Untertitel „journal illustré quotidien - informations, littératures, sciences, arts, sports, théâtres, élégances“ war Excelsior eine der ersten Zeitungen, die tagesaktuelle Informationen durch fotografische Illustrationen vermittelten. Diese Art der Informationsverarbeitung war dank der Fortschritte in der Autotypie bereits von Wochenzeitungen wie L’Illustration und vor allem La Vie illustrée eingeführt worden. Die Verarbeitung der Nachrichten des Vortags durch die Reproduktion von Fotobildern machte die Zeitung zu einem Pionier des modernen Fotojournalismus. Sie arbeitete mit Agenturen und einem Heer von Fotografen zusammen und veröffentlichte 25 bis 30 Bilder pro Ausgabe, aber auch Karten, Skizzen, Grafiken und Fotobeilagen. Sein Motto ist der Napoleon zugeschriebene Satz: „Die kürzeste Skizze sagt mir mehr als ein langer Bericht“. An der Spitze der Zeitung stand mit Henri de Weindel folgerichtig ein Fotograf.

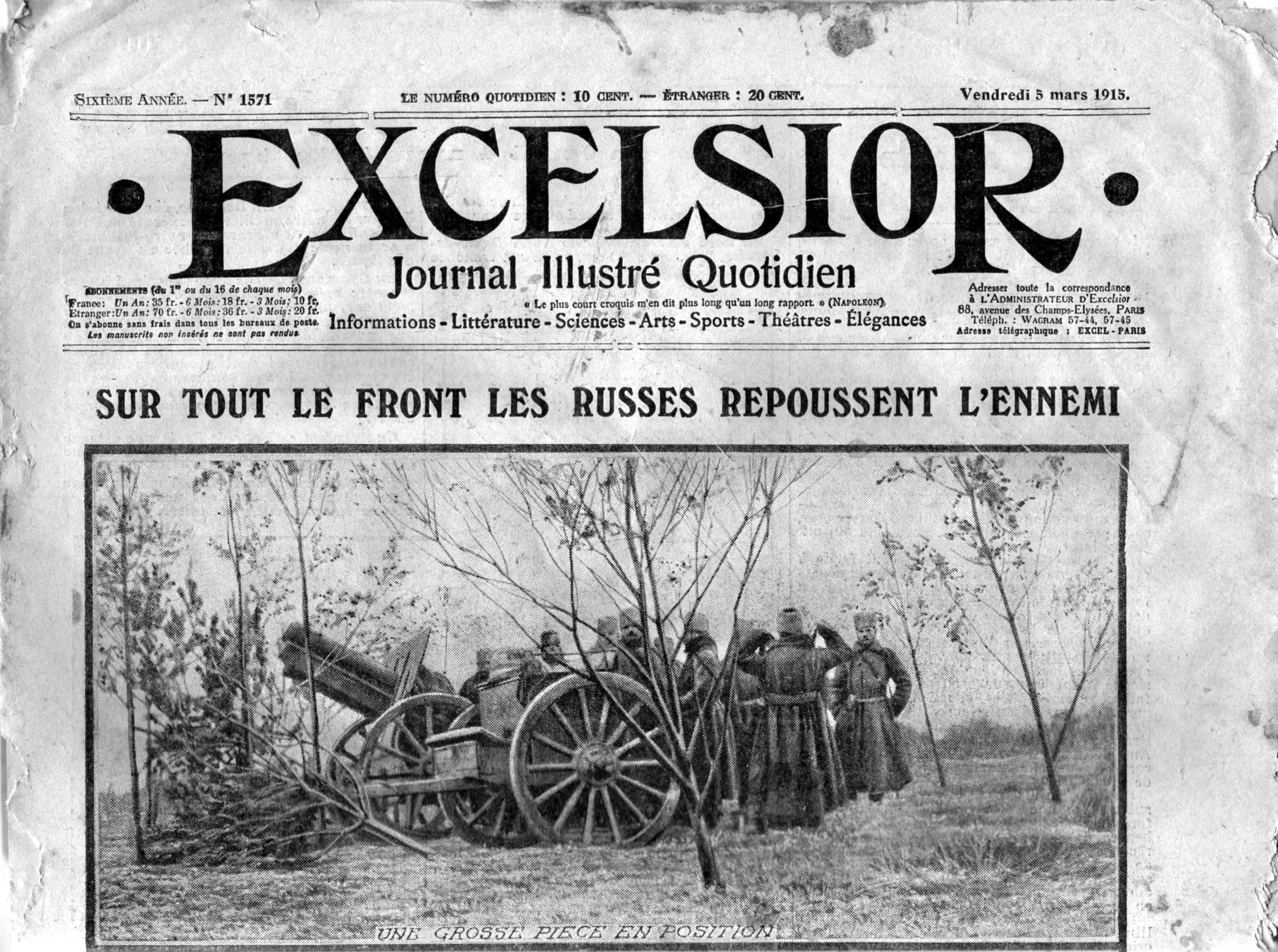
Excelsior vom 5. März 1915

Mit dem Beginn des Ersten Weltkriegs veröffentlichten Roland Dorgelès und Guillaume Apollinaire ihre ersten Texte. Das Feuilleton stammte von Maurice Leblanc. Doch der Titel, der durchschnittlich 100.000 Exemplare auflegte, litt zu dieser Zeit unter technischen Schwierigkeiten und einem zu hohen Verkaufspreis von 10 Centimes (gegenüber 5 für andere Tageszeitungen).
Die fotografischen Reproduktionen wurden als Vollformat gedruckt, mit einem dicken schwarzen Rand versehen und erstreckten sich über 8 bis 12 Seiten: Die beiden mittleren Seiten und die letzte Seite waren in der Regel mit großen, beschrifteten Fotos bedeckt.
Excelsior wurde 1917 an Paul Dupuy, den Sohn des Besitzers der Gruppe Le Petit Parisien, Jean Dupuy, verkauft. Die Familie Dupuy, die über Le Petit Parisien mit Le Miroir ein direktes Konkurrenzblatt zum Excelsior besaß, dessen Auflage zu diesem Zeitpunkt über eine Million erreichte, gründete die Pressegruppe Excelsior Publications. Diese gab mehrere Zeitschriften wie La Science et la Vie, die er 1913 ins Leben gerufen hatte, Omnia und Le Dimanche illustré (ab März 1923 Sonntagsbeilage von Excelsior) heraus. Dupuy ernannte den Verleger Arthème Fayard zum Direktor von Excelsior.

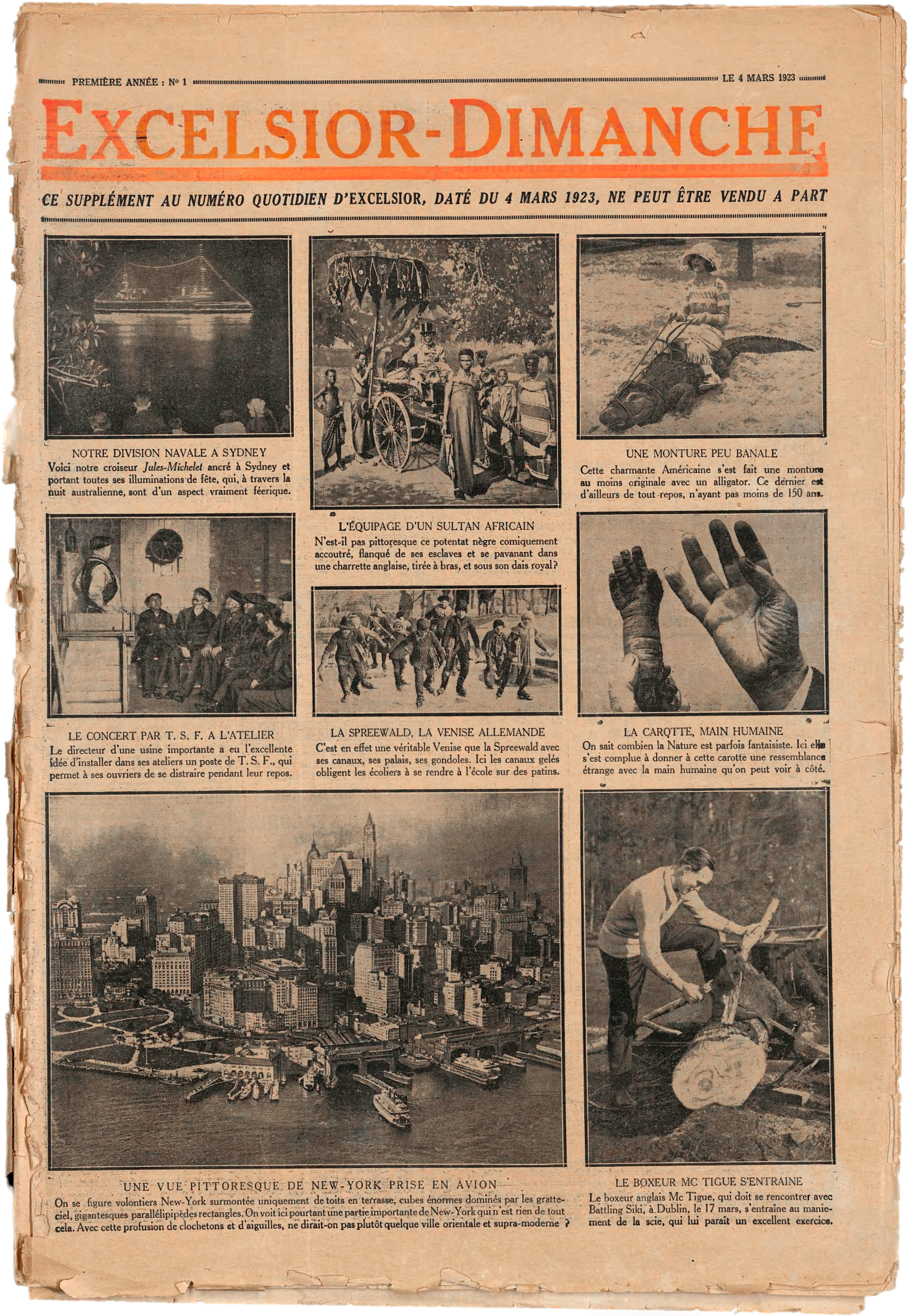
Dimanche illustrée vom 4. März 1923

In den 1920er Jahren erhielt die Tageszeitung ein neues Format, das mehr Leser anzog. Der Zeichner Sem wurde Stammgast und der Komponist Reynaldo Hahn schrieb ab 1921 die Musikkritiken. Das Kreuzworträtsel wurde eingeführt. Im März 1923 wurde eine Sonntagsbeilage unter dem Namen Excelsior Dimanche begonnen. Im Oktober 1929 erschien Excelsior Mode.
Als Paul Dupuy 1927 starb, wurde Excelsior Publications von seiner Frau, gebürtige Helen Browne aus den USA, übernommen, bevor die Zeitung 1932 neu organisiert wurde. Sie wurde weiterhin von Henri de Weindel mitgeführt und Nachrichtenchef war Philippe Soupault. Zu den bekanntesten Mitarbeitern der Zeitung gehörten der Reporter Albert Londres, der Fotograf Robert Doisneau, der Romanautor Georges Simenon oder der junge Hồ Chí Minh, der den Fotografen assistierte und den Beruf des Journalisten erlernte.
1939 hatte der Excelsior eine Auflage von 132.000 Exemplaren. Das war zwar mehr als Le Figaro (80.000 Exemplare), aber weit weniger als Le Petit Parisien (1,7 Millionen Exemplare) und Paris-Soir (1,4 Millionen Exemplare). Nach und nach vertrat die Zeitung rechte Ideen und gab am 11. Juni 1940 ihre letzte Ausgabe heraus. Am 16. Juni 1943 erschien eine letzte „Sondernummer zur Erhaltung des Titels“. Helen Dupuy wurden ihre zweitausend Aktien der Zeitung von den Besatzungsmächten abgenommen. Die Aktien wurden ihr später während der Besatzungszeit zurückgegeben. Le Dimanche illustré erschien bis Nr. 900 vom 26. Mai 1940. Danach wurde sie in der freien Zone, in Marseille am 24. November 1940, bis zur Nr. 165 vom 15. Mai 1944 herausgegeben.
Anlässlich des 100. Jahrestags des Ersten Weltkriegs wurde 2014 in der Orangerie des Senats eine Ausstellung mit Fotografien aus der Zeitung gezeigt. Sie war Gegenstand eines Essays von Jean-Noël Jeanneney, Jours de guerre, 1914–1918.

## Dimanche illustré
Dimanche illustré war die wöchentliche Beilage der Zeitung Excelsior, die vom 16. März 1924 bis zum 15. Mai 1944 erschien. Ursprünglich hieß sie Excelsior-Dimanche und erschien von der ersten Ausgabe am 4. März 1923 bis zur Ausgabe Nr. 53 am 2. März 1924 als 16-seitige Zeitung im Format 30 × 44 cm in Schwarz, Weiß und Rot. Nach einer Auflage von 230.000 Exemplaren im Jahr 1924 wurde sie ab der Ausgabe Nr. 54 vom 6. März 1924 in „Dimanche-Illustré“ umbenannt. Ab dem 18. Juni 1933 verlor sie ihren Bindestrich und erhielt ihren endgültigen Namen „Dimanche illustré“.
In der Ausgabe 11 vom 3. Mai 1925 erschien der erste Band von Zig et Puce. Sie erschien in Paris bis zur Ausgabe Nr. 900 vom 26. Mai 1940. Am 24. November 1940 erschien sie erneut in Marseille, in der freien Zone, doch mit der Ausgabe Nr. 165 vom 15. Mai 1944 wurde ihr Erscheinen endgültig eingestellt.